# Tourcoing Lille Métropole Volley-Ball 2012-2013
Questa voce raccoglie le informazioni riguardanti il Tourcoing Lille Métropole Volley-Ball nelle competizioni ufficiali della stagione 2012-2013.

## Organigramma societario
Area direttiva
- Presidente: Vincent Royer

Area tecnica
- Allenatore: Paulo de Mendoça
- Allenatore in seconda: Sylvain Boutleux

## Rosa
| N° | Nome              | Ruolo | Data di nascita  | Nazionalità sportiva |
| -- | ----------------- | ----- | ---------------- | -------------------- |
| 1  | Mladen Majdak     | S/O   | 4 luglio 1981    | Montenegro           |
| 2  | Ward Coucke       | S     | 8 ottobre 1981   | Belgio               |
| 3  | Mathieu Kreisz    | L     | 13 giugno 1993   | Francia              |
| 4  | Yacine Louati     | S     | 4 marzo 1992     | Francia              |
| 5  | Simon Pelletier   | C     | 15 gennaio 1992  | Francia              |
| 6  | Julien Lemay      | L     | 17 maggio 1982   | Francia              |
| 8  | Romain Kreisz     | P     | 14 ottobre 1990  | Francia              |
| 9  | Gary Gendrey      | C     | 30 novembre 1985 | Francia              |
| 10 | Paul Villard      | S     | 22 febbraio 1992 | Francia              |
| 11 | Horacio d'Almeida | C     | 11 giugno 1988   | Francia              |
| 12 | Yann Lavallez     | P     | 25 agosto 1982   | Francia              |
| 14 | Yves Vadeleux     | S     | 7 ottobre 1993   | Francia              |
| 16 | Rémi Fidon        | S/O   | 8 marzo 1991     | Francia              |
| 18 | Mark Dusharme     | S/O   | 23 maggio 1981   | Stati Uniti          |